# ZP Theart
Zachary Paul "ZP" Theart, född den 22 januari 1975 i Clanwilliam, Sydafrika) är f.d sångare i det brittiska power metal-bandet DragonForce. Han är känd för att kunna sjunga "extremt" höga toner utan att sjunga falsett. Mycket lite är känt om hans privatliv, förutom att han spelar akustisk gitarr och tillbringar det mesta av sin tid med att skriva sånger och melodier.
Theart blev medlem i DragonForce sedan Herman Li och Sam Totman hade sett hans annons i Metal Hammer. Li sade att "Han var den förste killen som vi mött som verkligen kunde sjunga på det sätt han sa att han kunde."
Theart har influerats av "Sebastian Bach, Bon Jovi, Iron Maiden, Helloween, Judas Priest, Metallica, Megadeth, Skid Row, Tesla, 80s hårdrock, rock, glamrock."
Theart sjöng även på Sam Totmans sidprojekt, Shadow Warriors.
Den 8 mars 2010 blev det offentligt att sångaren ZP Theart lämnar Dragonforce. Efter att han lämnade DragonForce så startade han ett eget band, I Am I.
Under 2014 har han medverkat i bandet Pentakill för Riot Games Inc. Där sjunger han texterna till Last Whisper och Deathfire Grasp.